# Gaston Mondon
Pour les articles homonymes, voir Mondon.
Gaston Mondon  (né le 31 mars 1882 à Nantes, mort le 5 décembre 1962 à Biarritz) est un administrateur colonial qui fut en poste en Côte d'Ivoire.

## Biographie
Il fut le gouverneur du territoire de 1936 à 1938, en remplacement d'Adolphe Deitte. Il est remplacé à Abidjan par Hubert Deschamp.